# Episodi di Baywatch (sesta stagione)
| nº | Titolo originale                     | Titolo italiano                         | Prima TV USA      | Prima TV Italia | Anno produzione |
| -- | ------------------------------------ | --------------------------------------- | ----------------- | --------------- | --------------- |
| 1  | Trapped Beneath The Sea: I e II Part | Trappola in fondo al mare: I e II parte | 30 settembre 1995 |                 | 1995            |
| 2  | Trapped Beneath The Sea: I e II Part | Trappola in fondo al mare: I e II parte | 7 ottobre 1995    |                 | 1995            |
| 3  | Hot Stuff                            | Incendio a Malibù                       | 14 ottobre 1995   |                 | 1995            |
| 4  | Surf's Up                            | Tempo di surf                           | 21 ottobre 1995   |                 | 1995            |
| 5  | To Everything There Is a Season      | Un tempo per ogni cosa                  | 28 ottobre 1995   |                 | 1995            |
| 6  | Leap of Faith                        | Prova di fiducia                        | 4 novembre 1995   |                 | 1995            |
| 7  | Face of Fear                         | Il volto della paura                    | 11 ottobre 1995   |                 | 1995            |
| 8  | Hit and Run                          | Il pirata della strada                  | 18 novembre 1995  |                 | 1995            |
| 9  | Home Is Where the Heat Is            | Il rapimento                            | 25 novembre 1995  |                 | 1995            |
| 10 | Sweet Dreams                         | Sogni ad occhi aperti                   | 2 dicembre 1995   |                 | 1995            |
| 11 | The Incident                         | L'incidente                             | 20 gennaio 1996   |                 | 1995            |
| 12 | Beauty and the Beast                 | La bella e la bestia                    | 3 febbraio 1996   |                 | 1995            |
| 13 | Desperate Encounter                  | Scomodi testimoni                       | 10 febbraio 1996  |                 | 1995            |
| 14 | Baywatch Angels                      | Gli angeli della spiaggia               | 17 febbraio 1996  |                 | 1995            |
| 15 | Bash at the Beach                    | Scontro tra titani                      | 24 febbraio 1996  |                 | 1995            |
| 16 | Free Fall                            | Caduta libera                           | 2 marzo 1996      |                 | 1995            |
| 17 | Sail Away                            | La regata                               | 23 marzo 1996     |                 | 1995            |
| 18 | Lost and Found                       | Figli smarriti                          | 30 marzo 1996     |                 | 1995            |
| 19 | Forbidden Paradise: I e II Part      | Vacanze pericolose: I e II parte        | 27 aprile 1996    |                 | 1994            |
| 20 | Forbidden Paradise: I e II Part      | Vacanze pericolose: I e II parte        | 4 maggio 1996     |                 | 1994            |
| 21 | The Last Wave                        | L'ultima onda                           | 11 maggio 1996    |                 | 1995            |
| 22 | Go for the Gold                      | Caccia all'oro                          | 18 maggio 1996    |                 | 1995            |

## Trappola in fondo al mare: I parte
- Titolo originale: Trapped Beneath the Sea: Part 1
- Diretto da: Gregory Bonann
- Scritto da: Michael Berk
- Interpreti: David Hasselhoff (Mitch Buchannon), Jeremy Jackson (Hobie Buchannon), Yasmine Bleeth (Caroline Holden), Gena Lee Nolin (Neely Capshaw), Pamela Lee (Casey Joan "CJ" Parker), David Chokachi (Cody Madison), Alexandra Paul (Stephanie Holden), Jaason Simmons (Logan Fowler), Richard Hatch (Tom), Kelly Packard (Beth Campfield), Shane Frase (Gator), Brandi Andres (Fern), Christine Champion (Janice), Jim McMullan (Edward Campfield), Sean Graham (Paul), Scott Blake (Larry), Dick Valentine (Alex), Gregory Barnett (Jim Barnett), Michael Newman (Michael Newman), Nicole Gelb (Lauren), Jenny Inge (guardaspiaggia Jenny), Janette Andrade (studentessa), Chris Fiore (Brad), Ledge Mussleman (Ledge)

### Trama
Dopo che Neely Capshaw viene reintegrata a Baywatch, Matt è partito per la Francia. Una volta aver ripreso servizio, Neely trova l'ostilità dei colleghi, in particolare di CJ. Nella sua scuola nuoto per ragazzine Stephanie nota la prestanza atletica di Cody Madison, una giovane promessa del nuoto che ha perso i genitori in un incidente stradale, e vuole integrarlo nel team di guardaspiaggia e allenarlo per le prossime olimpiadi. Logan, insieme all'amico Gator, si è messo in affari e vuole presentare la sua linea di bikini al suo investitore Edward Campfield. Per raggiungere questo scopo, Logan inizia a sedurre Beth, la figlia di Campfield. Neely, venuta a sapere della relazione, inizia a ricattare Logan. Mitch si confida con Hobie e Stephanie di voler fare un secondo lavoro, l'investigatore privato. Poco dopo questi avvenimenti una mina collide con una piattaforma petrolifera abbandonata. La deflagrazione fa collassare la piattaforma, quindi restano intrappolati Cody, Neely e quattro giovani.

## Trappola in fondo al mare: II parte
- Titolo originale: Trapped Beneath the Sea: Part 2
- Diretto da: Gregory Bonann
- Scritto da: Michael Berk
- Interpreti: David Hasselhoff (Mitch Buchannon), Jeremy Jackson (Hobie Buchannon), Yasmine Bleeth (Caroline Holden), Gena Lee Nolin (Neely Capshaw), Pamela Lee (Casey Joan "CJ" Parker), David Chokachi (Cody Madison), Alexandra Paul (Stephanie Holden), Jaason Simmons (Logan Fowler), Richard Hatch (Tom), Kelly Packard (Beth Campfield), Shane Frase (Gator), Brandi Andres (Fern), Christine Champion (Janice), Jim McMullan (Edward Campfield), Sean Graham (Paul), Scott Blake (Larry), Dick Valentine (Alex), Gregory Barnett (Jim Barnett), Michael Newman (Michael Newman), Nicole Gelb (Lauren), Ron Sterk (Ron), Janette Andrade (studentessa), Chris Fiore (Brad), Ledge Mussleman (Ledge)

### Trama
Intrappolati dentro alla piattaforma petrolifera, Neely e Cody cercano di portare in salvo i quattro giovani di cui uno gravemente ferito. Nel frattempo i guardaspiaggia, in collaborazione con la guardia costiera, avviano i soccorsi. Dopo l'eroico salvataggio, i guardaspiaggia di Baywatch riconoscono Neely di essere una buona guardaspiaggia. Dopo aver litigato con Gator, l'affare di Logan con i Campfield va male. Alla fine Stephanie incontra Mitch a bordo di un'auto fiammante. Mitch le risponde che non è sua, ma di un'agenzia investigativa.

## Incendio a Malibù
- Titolo originale: Hot Stuff
- Diretto da: Georg Fenadyn
- Scritto da: David Braff
- Interpreti: David Hasselhoff (Mitch Buchannon), Jeremy Jackson (Hobie Buchannon), Yasmine Bleeth (Caroline Holden), Gena Lee Nolin (Neely Capshaw), Pamela Lee (Casey Joan "CJ" Parker), David Chokachi (Cody Madison), Alexandra Paul (Stephanie Holden), Jaason Simmons (Logan Fowler), Pamela Bach (Kaye Morgan), Beverley Mitchell (Melissa), Mila Kunis (Bonnie), Anthony Jesse Cruz (Charlie), Phaedra Nelson (Jenny), Craig Hauer (Timmy), Gregpry Barnett (Jim Barnett), Michael Newman (Michael Newman), Kelly Vaughn (guardaspiaggia Kelly), Janette Andrade (Crush), Chris Fiore (Brad), Ledge Musselman (Ledge), Ron Sterk (Ron), Jon Valenti (John)

### Trama
Kaye Morgan chiede aiuto a Hobie per fare volontariato a quattro ragazzini non vedenti di Malibù. Hobie, accetta volentieri l'incarico e porta i quattro a fare una piccola gita al Malibù Creek. Il gruppetto si trova intrappolato da un enorme incendio divampato nelle vicinanze. Nel frattempo i guardaspiaggia di Baywatch sono impegnati a far evacuare i bagnanti e vigili del fuoco a spegnere l'incendio. Logan diventa geloso quando scopre che Cody inizia a filtrare con Caroline. Neely continua a voler dimostrare di essere una buona guardaspiaggia.

## Tempo di surf
- Titolo originale: Surf's Up
- Diretto da: Gus Trikonis
- Scritto da: David Braff
- Interpreti: David Hasselhoff (Mitch Buchannon), Jeremy Jackson (Hobie Buchannon), Yasmine Bleeth (Caroline Holden), Gena Lee Nolin (Neely Capshaw), Pamela Lee (Casey Joan "CJ" Parker), David Chokachi (Cody Madison), Alexandra Paul (Stephanie Holden), Jaason Simmons (Logan Fowler), Mike Love (Mike Love), Al Jardine (Al Jardine), Bruce Johnston (Bruce Johnston), Brian Wilson (Brian Wilson), Carl Wilson (Carl Wilson), Michael Spound (Billy Foster), Rick Casorla (Dave), Matt Jardine (Matt Jardine), Richie Cannata (Richie Cannata), Mike Kowalski (Mike Kowalski), David Marks (David Marks), Justin Johnston (Stick), Jordan Brower (Daryl), Nancy Hammill (Ellnor), Michael Newman (Michael Newman), Kelly Vaughn (guardaspiaggia Kelly), Janette Andrade (Crush), Julie Corcoran (ragazza sulla spiaggia), Marjoie DeHey (Hot Chick), John Forkes (guardaspiaggia), Jenny Inge (guardaspiaggia), Ledge Musselman (Ledge), John Stamos (John Stamos), Jon Valenti (John)

### Trama
La Fondazione Surfisti arriva a Baywatch per protestare contro l'avvelenamento della Baia del Diablo. Mitch, ricordandosi che il fratello Buzz è amico dei Beach Boys e che a sua volta aveva cantato con loro quand'era piccolo, chiede aiuto alla famosa Band musicale degli anni Sessanta per tenere un concerto in beneficenza che andrà a finanziare le opere necessarie per drenare le sostanze inquinanti. Cody e Neely iniziano a lavorare insieme e tra loro sembra nascere l'amore. Caroline, innamorata di Cody, se ne accorge. Nel frattempo arriva a Baywatch anche Billy Foster, ex marito di Stephanie. CJ si trova in Costa Azzurra con Matt.

## Un tempo per ogni cosa
- Titolo originale: To Everything There Is a Season
- Diretto da: Douglas Schwartz
- Scritto da: Deborah Schwartz
- Interpreti: David Hasselhoff (Mitch Buchannon), Jeremy Jackson (Hobie Buchannon), Yasmine Bleeth (Caroline Holden), Gena Lee Nolin (Neely Capshaw), Pamela Lee (Casey Joan "CJ" Parker), David Chokachi (Cody Madison), Alexandra Paul (Stephanie Holden), Jaason Simmons (Logan Fowler), Anne Jeffreys (Irene Buchannon), Corey Schwartz (Connor), Joshua Berk (J.B.), Jamie Brisick (Sam), Ellis Edwards (motoscafista), Debbie Halo (Vonnie), Gregory Barnett (Jim Barnett), Michael Newman (Michael Newman), Anna Alberg (sciatrice sull'acqua), Martin Squires (Ted), Ron Sterk (Ron), Sterling Rice (Sterling), Janette Andrade (Crush), Chris Fiore (Brad), Ledge Musselman (Ledge), Deborah Schwartz (donna a Venice), Jon Valenti (John)

### Trama
Irene Buchannon torna a far visita a Mitch e a Hobie. Dopo aver notato alcuni strani comportamenti della madre, Mitch vuole che venga visitata da un medico. Dopo una serie di analisi, si scopre che Irene è malata di Alzheimer. Nel frattempo Stephanie inizia ad allenare Cody per le olimpiadi che si terranno l'anno successivo. Ad un certo punto si troveranno in difficoltà davanti a due motoscafi guidati da giovani ubriachi. Logan continua le sue scene di gelosia perché Caroline è affascinata da Cody. Neely cerca un'opportunità per manipolare Logan. CJ si trova ancora in Francia con Matt, ora è a Parigi.

## Prova di fiducia
- Titolo originale: Leap of Faith
- Diretto da: Douglas Schwartz
- Scritto da: Deborah Schwartz
- Interpreti: David Hasselhoff (Mitch Buchannon), Jeremy Jackson (Hobie Buchannon), Yasmine Bleeth (Caroline Holden), Gena Lee Nolin (Neely Capshaw), Pamela Lee (Casey Joan "CJ" Parker), David Chokachi (Cody Madison), Alexandra Paul (Stephanie Holden), Jaason Simmons (Logan Fowler), Anne Jeffreys (Irene Buchannon), Corey Schwartz (Connor), Joshua Berk (J.B.), Ashley Gorrell (Joey Jennings), Lidsay Parker (Erika), Anndi McAfee (Lauren Taylor), Paul Comi (signor Samuels), Alexis Corjon (Sally), Lauren Hill (Sandra), Caltlin Crosby (ragazza), Jenny Hulse (ragazza), Monique Twine (ragazza), Chris Fiore (Brad), Ledge Musselman (Ledge), Jon Valenti (John)

### Trama
CJ è tornata dalla Francia e si aggrega al camp per ragazzine assieme a Stephanie, Caroline e Neely che si tiene a Catalina. Due di queste giovanissime, Erika e Taylor si perderanno dentro a una grotta sottomarina. Salvando Erika e Taylor, le quattro guardaspiaggia hanno modo di insegnare il valore del lavoro di squadra. Nel frattempo a Mitch arriva una raccomandata con la quale deve recarsi dal notaio Samuels. Gli viene comunicato che è diventato erede universale di Kyla Jennings, la ladruncola che aveva conosciuto il Natale precedente, che ora è morta a seguito di un incidente stradale, e pertanto deve adottare la piccola Joey. Mitch è perplesso sull'adozione della piccola. Sentendosi rifiutata, Joey vuole fare qualcosa di degno dei Buchannon.

## Il volto della paura
- Titolo originale: Face of Fear
- Diretto da: Douglas Schwartz
- Scritto da: Deborah Schwartz
- Interpreti: David Hasselhoff (Mitch Buchannon), Jeremy Jackson (Hobie Buchannon), Yasmine Bleeth (Caroline Holden), Gena Lee Nolin (Neely Capshaw), Pamela Lee (Casey Joan "CJ" Parker), David Chokachi (Cody Madison), Alexandra Paul (Stephanie Holden), Jaason Simmons (Logan Fowler), Kent Desormeaux (Corey Berens), John D'Aquino (Jack Klein), Jason Dohring (Isaac Klein), J.C. Anderson (Lance Kinkaid), Sonia Desormeaux (Sonia), Pamela Borne-Etem (madre di Isaac), Nicole Collins (cameriera del chiosco), Gregory Barnett (Jim Barnett), Chris Fiore (Brad), Corey Schwartz (Connor), Deborah Schwartz (donna sulla spiaggia), Jon Valenti (John)

### Trama
Mitch da una bella reprimenda a Hobie perché, con alcuni suoi amici, è andato a fare surf in un luogo molto pericoloso, chiamato non a caso il "Tritacarne". Scott, uno di loro, è stato miracolosamente salvato dai guardaspiaggia. Nonostante ciò un altro amico di Hobie, Isaac Klein, che ha alle spalle una situazione familiare difficile, torna al Tritacarne. Hobie riferisce al padre le intenzioni di Isaac. Nel frattempo Caroline fa amicizia con Cory, un ex fantino che si finge cieco. Cory, che ha avuto un brutto incidente durante una corsa ippica, viene convinto da Caroline a tornare a cavallo.

## Il pirata della strada
- Titolo originale: Hit and Run
- Diretto da: Gus Trikonis
- Scritto da: Grant Rosenberg
- Interpreti: David Hasselhoff (Mitch Buchannon), Jeremy Jackson (Hobie Buchannon), Yasmine Bleeth (Caroline Holden), Gena Lee Nolin (Neely Capshaw), Pamela Lee (Casey Joan "CJ" Parker), David Chokachi (Cody Madison), Alexandra Paul (Stephanie Holden), Jaason Simmons (Logan Fowler), Jennifer Fenton (Terri), Matthew Kaminsky (Ryan Edwards), Corey Schwartz (Connor), Joshua Berk (J.B.), Michael Newman (Michael Newman), Matthew Liu (Steve), Jenny Inge (guardaspiaggia Jenny), Kelly Vaughn (guardaspiaggia Kelly), Chris Fiore (Brad), Ledge Musselman (Ledge), Dylan Riggs (tenente Collins), Ron Sterk (Ron), Jon Valenti (John)

### Trama
Logan prende l'auto di Cody senza il suo permesso per andare a concludere una cena di lavoro e, mentre sta viaggiando, fa un incidente stradale. Ora Logan si trova in una difficile posizione. Nel frattempo CJ trova sulla spiaggia una foca ferita. Neely è ancora frustrata perché viene confinata nel centralino di Baywatch. Stephanie e Mitch hanno una discussione sugli orari dei turni perché quest'ultimo è ora impegnato con la sua attività di investigatore privato. Hobie e la sua nuova amica Terri convincono la squadra di Baywatch a fare una gara di paintball dividendosi in due squadre, una capeggiata da Mitch e l'altra da Stephanie.

## Il rapimento
- Titolo originale: Home is where the Heat is
- Diretto da: Lewis Stout
- Scritto da: Michael Berk
- Interpreti: David Hasselhoff (Mitch Buchannon), Jeremy Jackson (Hobie Buchannon), Yasmine Bleeth (Caroline Holden), Gena Lee Nolin (Neely Capshaw), Pamela Lee (Casey Joan "CJ" Parker), David Chokachi (Cody Madison), Alexandra Paul (Stephanie Holden), Jaason Simmons (Logan Fowler), David Charvet (Matt Brody), Richard Moll (Trapper), Ashley Gorrell (Joey Jennings), Camilla More (Jill Reynolds), Eric Lawson (Price Reynolds), Richard Danielson (pirata), Peter Sands (pirata), Jenny Inge (guardaspiaggia Jenny), Kelly Vaughn (guardaspiaggia Kelly)

### Trama
Matt Brody ritorna a Baywatch per fare dieci giorni di contratto da guardaspiaggia e per riallacciare il rapporto con CJ. Mitch, ormai stanco degli intrecci amorosi nella squadra, decide di piazzare Matt e Neely di pattuglia con lo scarab. I due, che cercano di chiarire il precedente diverbio, si trovano davanti ad una brutta situazione perché devono trarre in salvo i due coniugi Reynolds, una coppia di miliardari in vacanza sullo yacht Monarch, che sono stati presi in ostaggio da una banda criminale. Nel frattempo Joey Jennings, che sta per essere adottata da Mitch, viene reclutata sotto minaccia da Trapper, l'ex aguzzino della defunta madre, a fare furti dentro le ville.

## Sogni ad occhi aperti
- Titolo originale: Sweet Dreams
- Diretto da: Gregory Bonann
- Scritto da: Tranquil Lisa Collins
- Interpreti: David Hasselhoff (Mitch Buchannon), Jeremy Jackson (Hobie Buchannon), Yasmine Bleeth (Caroline Holden), Gena Lee Nolin (Neely Capshaw), Pamela Lee (Casey Joan "CJ" Parker), David Chokachi (Cody Madison), Alexandra Paul (Stephanie Holden), Jaason Simmons (Logan Fowler), Shae Marks (ragazza nella torretta di Logan), Ben Patrick Johnson (conduttore del telegiornale), Piper Perry (donna), Sean Graves (neonato), Kelly Vaughn (guardaspiaggia Kelly), Chris Fiore (Brad), Jon Valenti (John), Ingrid Walters (guardaspiaggia)

### Trama
Logan viene sorpreso da Mitch e Stephanie, mentre ha un rapporto intimo con una ragazza all'interno della torretta 18. Il giorno successivo, sempre all'interno della torretta 18, Logan trova un neonato e lo crede figlio suo, nato da una precedente relazione. Il piccolo viene chiamato Jason e viene momentaneamente affidato a Mitch e Hobie in attesa che Logan si faccia coraggio davanti a Caroline. Quando Logan inizia ad affezionarsi al piccolo, si scopre che è stato rapito in un ospedale di cui tutti i telegiornali locali ne danno notizia. Nel frattempo Cody vince il torneo dei 100 stile libero ed ottiene il pass per partecipare alle successive olimpiadi.

## L'incidente
- Titolo originale: The Incident
- Diretto da: Gregory Bonann
- Scritto da: Kimmer Ringwald
- Interpreti: David Hasselhoff (Mitch Buchannon), Jeremy Jackson (Hobie Buchannon), Yasmine Bleeth (Caroline Holden), Gena Lee Nolin (Neely Capshaw), Pamela Lee (Casey Joan "CJ" Parker), David Chokachi (Cody Madison), Alexandra Paul (Stephanie Holden), Jaason Simmons (Logan Fowler), Ricky Paull Goldin (Rawley), Tranquil Lisa Collins (Sharon), Spencher Rochfort (Eddie), Barry Watson (Thomas Edward O'Hara detto "Cowboy"), Greg Baughan (uno dei ragazzi), Michael Newman (Michael Newman), Gregory Barnett (Jim Barnett), Stanton Barrett (uno dei ragazzi), Chris Fiore (Brad), Ingrid Walters (guardaspiaggia)

### Trama
Caroline vede partire un gruppo di cinque ragazzi su un motoscafo, notando che hanno con sé molte lattine di birra e sono già su di giri. Quindi li consiglia di essere prudenti. Quando il sole è già calato Caroline si trova a pattugliare il mare con il suo scarab e vede che il motoscafo con a bordo i ragazzi ha preso fuoco. Oltre a chiamare rinforzi, Newman, Barnett e Sharon arrivano sul luogo di lì a poco con un altro scarab, Caroline si getta a salvare i ragazzi. Nonostante ciò riesce a salvarne soltanto quattro dei cinque. L'ultimo di loro, Thomas Edward O'Hara detto "Cowboy" muore all'interno del motoscafo. Caroline si sente depressa per la morte del giovane, tanto che il suo carattere inizia a cambiare. Mitch, Stephanie e Cody la aiutano a risollevarsi dal trauma. Alla fine Caroline si reca davanti alla tomba di Cowboy per dargli un ultimo saluto. Sulla sua epigrafe si trova scritto: Thomas Edward O'Hara / Beloved son / April 9, 1977 - February 18, 1996.

## La bella e la bestia
- Titolo originale: The Incident
- Diretto da: David Hagar
- Scritto da: David Braff
- Interpreti: David Hasselhoff (Mitch Buchannon), Jeremy Jackson (Hobie Buchannon), Yasmine Bleeth (Caroline Holden), Gena Lee Nolin (Neely Capshaw), Pamela Lee (Casey Joan "CJ" Parker), David Chokachi (Cody Madison), Alexandra Paul (Stephanie Holden), Jaason Simmons (Logan Fowler), Michael Dietz (Danny), Krista Frazier (fidanzata di Danny), Jerry Croft (Jerry Croft), Alex Zonn (senzatetto), Chhristopher Michael (uomo sulla spiaggia), Chris Fiore (Brad), Kelly Vaughn (guardaspiaggia Kelly), Ingrid Walters (guardaspiaggia)

### Trama
Una misteriosa creatura inizia ad attaccare i bagnanti e i surfisti di Baywatch. Si tratta di una specie di alligatore che riesce a vivere anche nelle acque salate. Mitch, Cody e Logan si avventurano nei tombini per catturarlo. Nel frattempo la rivista Inside Sport Magazine è alla ricerca di una modella per un servizio fotografico in bikini tra le guardaspiaggia di Baywatch. Come location viene scelta la località di Cabo Real. Si fanno avanti praticamente tutte, ma a vincere la competizione è Neely. CJ e Caroline, che erano in lizza, non possono partecipare perché prendono la varicella.

## Scomodi testimoni
- Titolo originale: Desperate Encounter
- Diretto da: Douglas Schwartz
- Scritto da: Deborah Schwartz
- Interpreti: David Hasselhoff (Mitch Buchannon), Jeremy Jackson (Hobie Buchannon), Yasmine Bleeth (Caroline Holden), Gena Lee Nolin (Neely Capshaw), Pamela Lee (Casey Joan "CJ" Parker), David Chokachi (Cody Madison), Alexandra Paul (Stephanie Holden), Jaason Simmons (Logan Fowler), Daniel Quinn (Damon Sinclair), Sandra Ellis Lafferty (Carmen Masters), Lisa Boyle (Debra Sinclair), Josh Cruze (ufficiale della polizia messicana), Rochelle Swanson (Shelby), Ricky Van Shelton (Jesse Lee Harris), Kelly Vaughn (guardaspiaggia Kelly), Chris Fiore (Brad), Deborah Schwartz (donna sulla spiaggia)

### Trama
Mentre Cody e CJ stanno facendo running sulla spiaggia, vedono passare una serie di cavalli di razza. Carmen Masters, la proprietaria, ha un ranch che fa come da struttura di ricovero. Supportata da Logan, Carmen ha un debito di cinquantamila dollari e, per pagarlo, deve vendere tutti i cavalli che saranno destinati alla macellazione. In quel giorno torna a Baywatch Jesse Lee Harris, il noto cantante country che sta per registrare un nuovo album, che si offre immediatamente ad aiutare Carmen. Viene organizzato un concerto sulla spiaggia per salvare i cavalli dalla macellazione e sensibilizzare il pubblico sul problema. Nel frattempo Mitch parte per la Baja California insieme a Shelby, una sua nuova compagna. Mentre si stanno rilassando sulla costa, Mitch e Shelby assistono al tentato omicidio di una donna caduta da uno yacht. Si tratta di Debra Sinclair gettata in acqua dal marito Damon. Damon dice a M9itch che si è trattato di un incidente, ma questi non crede alla sua versione dei fatti. Damon, armato con una pistola, inizia a dare la caccia ai due.

## Gli angeli della spiaggia
- Titolo originale: Baywatch Angels
- Diretto da: Georg Fenady
- Scritto da: Michele Rogers Berk e Susan Hamilton Brin
- Interpreti: David Hasselhoff (Mitch Buchannon), Jeremy Jackson (Hobie Buchannon), Yasmine Bleeth (Caroline Holden), Gena Lee Nolin (Neely Capshaw), Pamela Lee (Casey Joan "CJ" Parker), David Chokachi (Cody Madison), Alexandra Paul (Stephanie Holden), Jaason Simmons (Logan Fowler), Rick Michel (Jack Ripley), Jordan Charney (voce di Charlie), Jo0lie Mitnick Salter (guardaspiaggia), Chris Fiore (Brad), Ledge Musselman (Ledge), Kelly Packard (ragazza nella spiaggia)

### Trama
Mentre Mitch, appena tornato dalla Baja California, ha un impegno con la sua agenzia investigativa, Logan e Stephanie sono minacciati da Jack Ripley, un psicopatico che è riuscito a fuggire dal manicomio che ora cerca la sua vendetta contro i guardaspiaggia. Logan e Stephanie iniziano a pensare di rivolgersi all'agenzia di Mitch, mentre CJ e Caroline pensano di diventare come le Charlie's Angels della popolare serie televisiva degli anni Settanta. Così Caroline inizia a sognare ad occhi aperti che lei, Stephanie e CJ siano le Charlie's Angels che catturano Ripley. Dopo che Caroline scende dalle nuvole, arriva la notizia che Ripley è partito in aereo verso il Brasile. In realtà Ripley sta tentando di uccidere Logan in un'esibizione sulla spiaggia.

## Scontro tra titani
- Titolo originale: Bash at the Beach
- Diretto da: Douglas Schwartz
- Scritto da: Deborah Schwartz
- Interpreti: David Hasselhoff (Mitch Buchannon), Jeremy Jackson (Hobie Buchannon), Yasmine Bleeth (Caroline Holden), Gena Lee Nolin (Neely Capshaw), Pamela Lee (Casey Joan "CJ" Parker), David Chokachi (Cody Madison), Alexandra Paul (Stephanie Holden), Jaason Simmons (Logan Fowler), Hulk Hogan (Hulk Hogan), Randy Savage ("Macho Man" Randy Savage), Ric Flair ("Nature Boy" Ric Flair), Leon White (Big Van Vader), Jack Carter (Sonny), Neriah Davis (Julie), Vincent Van Patten (Dottor Tom Morella), Marvin Jones (spettatore adolescente), Corey Schwartz (Connor), Jeffrey Barnett (spettatore adolescente), Janette Andrade (guardaspiaggia), Joe Davis (Mr. Venice Beach), Chris Fiore (Brad), Jimmy Hart (coach di Hulk Hogan), Jenny Inge (guardaspiaggia), Dennis Rodman (Dennis Rodman)

### Trama
CJ, Caroline e altre quattro guardaspiaggia riescono a portare in salvo il famoso wrestler Hulk Hogan, ferito dopo uno scontro con l'acquascooter. Allora CJ e Cody chiedono a Hulk Hogan di aiutarli a finanziare il Centro sportivo giovanile di Venice che rischia la chiusura e la sua vendita a dei speculatori. Dietro a questo c'é Ric Flair, che al posto del Centro sportivo vuole fare delle palazzine. Viene quindi organizzata una sfida di wrestling tra Hulk Hogan e Macho Man contro Ric Flair e Big Van Vader. Nel frattempo Stephanie ha un appuntamento con la sua nuova fiamma Tom Morella, un dermatologo amico d'infanzia di Mitch. Mente sono in spiaggia, Tom si accorge che Stephanie ha un enorme neo su una gamba. Viene eseguita la biopsia sul tessuto, la diagnosi è nefasta perché si tratta di un melanoma e Stephanie si dispera.

## Caduta libera
- Titolo originale: Free Fall
- Diretto da: Michael Berk
- Scritto da: Michael Berk
- Interpreti: David Hasselhoff (Mitch Buchannon), Jeremy Jackson (Hobie Buchannon), Yasmine Bleeth (Caroline Holden), Gena Lee Nolin (Neely Capshaw), Pamela Lee (Casey Joan "CJ" Parker), David Chokachi (Cody Madison), Alexandra Paul (Stephanie Holden), Jaason Simmons (Logan Fowler), Vincent Van Patten (Dottor Tom Morella), Jenny McCarthy (April Morella), Dean Tarrolly (Michael Gardner), James Paradise (fotografo), David Charvet (Matt Brody), Corey Schwartz (Connor), Joshua Berk (J.B.), Lauren Lanning (Samantha), Franklin Pratt (Dottor Pratt), Gerry Blanck (Personal trainer), Jenny Inge (guardaspiaggia Jenny)

### Trama
CJ ha una relazione con Michael Gardner, famoso campione di football. Dopo che si è diffusa la notizia, anche CJ inizia ad essere paparazzata e ciò ostacola il suo lavoro di guardaspiaggia. Nel frattempo Mitch viene invitato da Matt e da Tom Morella a fare skysurfing, che consiste di gettarsi da un aereo in volo con ai piedi una tavoletta da surf. Prima di gettarsi Mitch teme che non si apra il suo paracaduta e di schiantarsi sul suolo.

## La regata
- Titolo originale: Sail Away
- Diretto da: Michael Berk
- Scritto da: Michael Berk
- Interpreti: David Hasselhoff (Mitch Buchannon), Jeremy Jackson (Hobie Buchannon), Yasmine Bleeth (Caroline Holden), Gena Lee Nolin (Neely Capshaw), Pamela Lee (Casey Joan "CJ" Parker), David Chokachi (Cody Madison), Alexandra Paul (Stephanie Holden), Jaason Simmons (Logan Fowler), Ashley Gorrell (Joey Jennings), Belinda Balaski (Cleo Jennings), Alan Fudge (George Jennings), Gregory Barnett (Jim Barnett), Michael Newman (Michael Newman), Lauren Eckstrom (Zina), Andrew Levant (Kurt Daniels), Ron Sterk (Ron)

### Trama
Stephanie, Newman, Barnett, Caroline, Cody e Neely hanno ricostituito la squadra velistica di Baywatch. Si trovano a competere contro quella di South Bay, capitanata dal prepotente Kurt Daniels, ex ragazzo di Neely. Nel frattempo Mitch sta per adottare ufficialmente Joey, quando arriva la notizia da Ryan McBride, la socia dell'agenzia investigativa, che i nonni materni ne reclamano la custodia. George e Cloe, genitori di Kayla, sono due persone dal cuore d'oro che ammettono di aver fallito con la figlia. Mitch deve decidere nel migliore interesse di Joey. 

## Figli smarriti
- Titolo originale: Lost and Found
- Diretto da: Reza Badiyi
- Scritto da: Evan Somers
- Interpreti: David Hasselhoff (Mitch Buchannon), Jeremy Jackson (Hobie Buchannon), Yasmine Bleeth (Caroline Holden), Gena Lee Nolin (Neely Capshaw), Pamela Lee (Casey Joan "CJ" Parker), David Chokachi (Cody Madison), Alexandra Paul (Stephanie Holden), Jaason Simmons (Logan Fowler), Darryl Hickman (Kendall "Wolf" Larsen), Chris Fonseca (Jess Fortuna), Kathleen Luong (Thuy Nguyen), Charles Kahlenberg (Dottor Vogner), Ted Mehous (guidatore dell'auto), Marco Giuliano (Jock), Kelly Voughn (guardaspiaggia Kelly), Chris Fiore (Brad)

### Trama
Mitch e Caroline riescono a portare in salvo una giovane donna di origine vietnamita che era caduta dal pontile. La ragazza, che si chiama Thuy Nguyen, nata durante la Guerra del Vietnam dalla relazione da una prostituta vietnamita e da un soldato americano, è ora alla ricerca del padre. Caroline individua il possibile padre, si tratta di Kendall "Lupo" Larsen, un pescatore. Dopo aver fatto il lavoro di ricerca, Caroline dice a Mitch di poter essere in grado a fare l'investigatrice come Ryan. Nel frattempo CJ fa amicizia con Jess fortuna, un uomo disabile da quando aveva sette anni, costretto alla sedia a rotelle dopo un grave incidente. Poiché Jess vuole entrare in spiaggia senza impedimenti, CJ e Cody si adoperano per creare una sorta di sedia a rotelle motorizzata.

## Vacanze pericolose: I parte
- Titolo originale: Forbidden Paradise: Part 1
- Diretto da: Douglas Schwartz
- Scritto da: Deborah Schwartz
- Interpreti: David Hasselhoff (Mitch Buchannon), Jeremy Jackson (Hobie Buchannon), Yasmine Bleeth (Caroline Holden), Gena Lee Nolin (Neely Capshaw), Pamela Lee (Casey Joan "CJ" Parker), David Chokachi (Cody Madison), Alexandra Paul (Stephanie Holden), Jaason Simmons (Logan Fowler), Ricky Dean Logan (Carlton Edwards), Vincent Klyn (Mark Kealoha), Heidi Mark (Holly), Gerry Lopez (Gerry Lopez), Brian Keaulana (Brian), Buffalo Keaulana (Buffalo), Celeste Akeo (Mai), Jenny Inge (guardaspiaggia Jenny), Kelly Vaughn (guardaspiaggia Kelly)

### Trama
Con permesso del capitano Thorpe, Mitch, Stephanie, CJ, Caroline, Matt e Logan partono per le Hawaii con lo scopo di imparare nuove tecniche di salvataggio dei guardaspiaggia locali. Per i sei si profila una settimana di relax nell'arcipelago senonché accadono diversi imprevisti. CJ viene richiamata quasi subito in California per un'emergenza. Matt viene morso da un pesce cobra durante un'immersione con Mitch in un posto isolato. Logan vuole partecipare a una competizione surfistica piantando in asso Caroline. Stephanie, assieme a Mark Keolala, si trova impegnata a salvare Carlton Edwards. un strampalato fotografo, che è caduto in mare da un dirupo.

## Vacanze pericolose: II parte
- Titolo originale: Forbidden Paradise: Part 2
- Diretto da: Douglas Schwartz
- Scritto da: Deborah Schwartz
- Interpreti: David Hasselhoff (Mitch Buchannon), Jeremy Jackson (Hobie Buchannon), Yasmine Bleeth (Caroline Holden), Gena Lee Nolin (Neely Capshaw), Pamela Lee (Casey Joan "CJ" Parker), David Chokachi (Cody Madison), Alexandra Paul (Stephanie Holden), Jaason Simmons (Logan Fowler), Ricky Dean Logan (Carlton Edwards), Vincent Klyn (Mark Kealoha), Heidi Mark (Holly), Gerry Lopez (Gerry Lopez), Lee Doversola (Lea), Sidney Liufau (Mako), Brian Keaulana (Brian), Ron Rice (Ron), Buffalo Keaulana (Buffalo), Celeste Akeo (Mai), Wallace Akeo (Kona), Keokeokalae Hughues (Signora Alele), Kimo Hugho (signor Alele), Laiseni Auelua (Manu), Jenny Inge (guardaspiaggia Jenny), Kelly Vaughn (guardaspiaggia Kelly)

### Trama
Credendo di essere perseguitato dalla sfortuna, Carlton torna a riportare un pezzetto di lava dove lo aveva preso. Nel frattempo Mitch e Matt trovano accoglienza in un villaggio di primitivi dove incontrano Lea, una giovane naufragata dodici anni prima. Dopo aver perso i genitori, Lea ora si trova di fatto prigioniera nel villaggio sotto la sorveglianza di Mako, un uomo che la vuole come sposa, così Mitch e Matt aiutano Lea nella fuga. Logan tenta di recuperare il suo rapporto con Caroline e le chiede la mano.

## L'ultima onda
- Titolo originale: The Last Wave
- Diretto da: Reza Badiyi
- Scritto da: David Braff e Tranquil Lisa Collins
- Interpreti: David Hasselhoff (Mitch Buchannon), Jeremy Jackson (Hobie Buchannon), Yasmine Bleeth (Caroline Holden), Gena Lee Nolin (Neely Capshaw), Pamela Lee (Casey Joan "CJ" Parker), David Chokachi (Cody Madison), Alexandra Paul (Stephanie Holden), Jaason Simmons (Logan Fowler), Pamela Bach (Kaye Morgan), Vincent Van Patten (Dottor Tom Morella), John Bradley (Wes Masters), Shane Sweet (Trevor Masters), Gregory Barnett (Jim Barnett), Michael Newman (Michael Newman), Griffin Drew (anestesista), Chris Fiore (Brad), Jenny Inge (guardaspiaggia Jenny)

### Trama
Kaye ritrova il suo ex fidanzato Wes Masters, un campione di surf. Wes risponde che ormai è alla fine della carriera e vuole sposare Kaye. Wes fa la sua ultima competizione a Malibù, ma muore durante la gara a seguito di un incidente. Caroline annulla il matrimonio con Logan dopo averlo sorpreso a baciare appassionatamente Neely. Stephanie viene operata al melanoma da Tom Morella. Dopo il buon esito dell'intervento, Tom chiede la mano a Stephanie.

## Caccia all'oro
- Titolo originale: Go for the Gold
- Diretto da: Peter Hunt
- Scritto da: David Braff
- Interpreti: David Hasselhoff (Mitch Buchannon), Jeremy Jackson (Hobie Buchannon), Yasmine Bleeth (Caroline Holden), Gena Lee Nolin (Neely Capshaw), Pamela Lee (Casey Joan "CJ" Parker), David Chokachi (Cody Madison), Alexandra Paul (Stephanie Holden), Jaason Simmons (Logan Fowler), Therese Kablan (Naomi), Nicholas Walker (Lucas), Bert Remsen (proprietario del negozio), Antoinette Byron (Dottoressa Johnson), Michael Newman (Michael Newman), Ledge Musselman (Ledge), Chris Fiore (Brad), Jenny Inge (guardaspiaggia Jenny)

### Trama
Durante un'immersione, Stephanie e Cody trovano un medaglione spagnolo risalente al XVII-XVIII secolo. Cody inizia ad essere ossessionato alla ricerca dei tesori di un antico galeone sprofondato due secoli e mezzo prima. Cody decide di tornare sul posto, ma deve scontrarsi con due trafficanti di droga che, in precedenza, avevano lasciato in fondo al mare un pacco pieno di cocaina. Dopodiché Cody viene portato in ospedale e curato dentro una camera iperbarica, perché è risalito in superficie troppo velocemente. Cody viene salvato, ma deve rinunciare alle Olimpiadi. Nel frattempo nasce la storia d'amore tra Cody e CJ. Infine, alcuni topi, danno seri problemi al quartier generale di Baywatch.